# Nahkampfspange

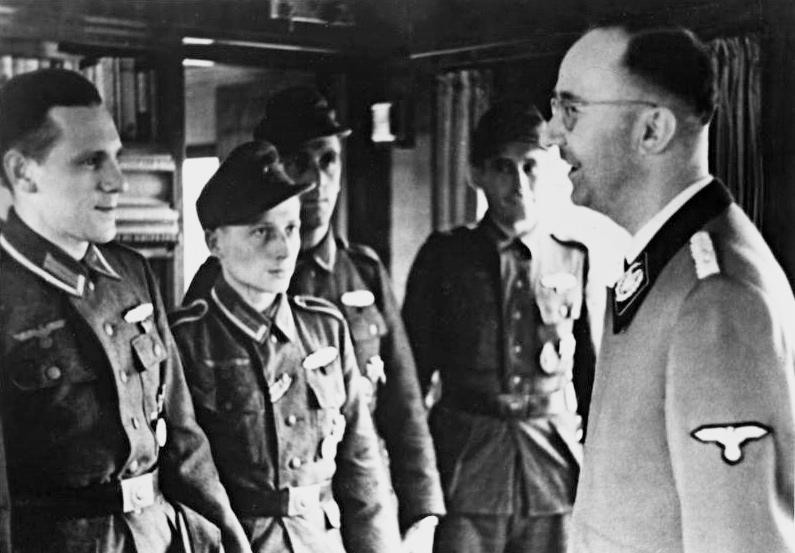
Heinrich Himmler verleiht die Goldene Nahkampfspange an Angehörige des Heeres und der Waffen-SS, Oktober 1944

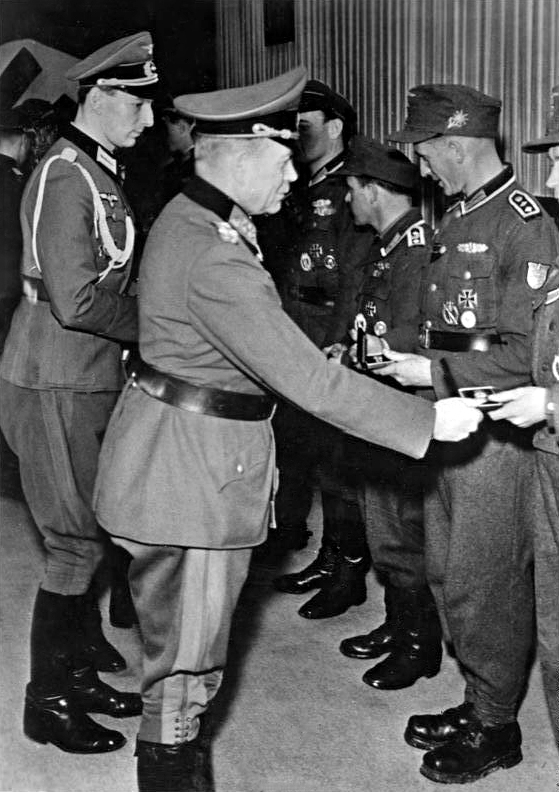
Generaloberst Heinz Guderian bei der Verleihung der Goldenen Nahkampfspange

Die Nahkampfspange war eine deutsche Militärauszeichnung im Zweiten Weltkrieg und wurde per Verordnung vom 25. November 1942 durch Adolf Hitler gestiftet. Sie war die höchste infanteristische deutsche Kriegsauszeichnung des Zweiten Weltkriegs. Ihre Stiftung erfolgte in drei Stufen und konnte an Soldaten aller Dienstgrade verliehen werden, die sich in Nahkampfeinsätzen der Infanterie, d. h. in Stoßtrupps, im Grabenkampf, beim Stürmen einer Stellung, bei der Abwehr eines Infanterieangriffs oder beim Antreten von Nahkampftrupps gegen Panzer, bewährt hatten.

## Vorgeschichte zur Schaffung dieser Auszeichnung
Die Nahkampfspange wurde von Adolf Hitler wegen der zunehmenden Härte des Krieges an der Ostfront gestiftet. Einen Orden dieser Form gab es vorher in der deutschen Ordensgeschichte nicht. Das betraf sowohl die Verleihungsbedingungen als auch deren Aussehen.

## Aussehen

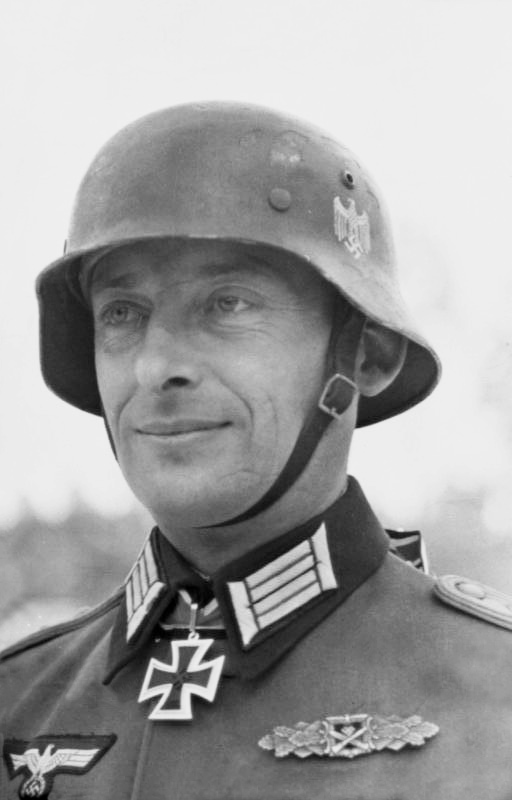
Hauptmann mit Nahkampfspange und Ritterkreuz

Die Nahkampfspange ist eine zweiseitig gegliederte Flügelspange. Sie wurde in der Regel aus Feinzink gefertigt. Die Goldene Nahkampfspange hingegen war feuervergoldet. In ihrer Mitte befindet sich ein Viereck, welches mit Eichenlaub umrahmt ist. An dessen oberen Seite ist der Reichsadler sichtbar, der in seinen Fängen ein auf der Spitze stehendes Hakenkreuz hält. Mittig kreuzen sich ein Seitengewehr und eine Stielhandgranate, welche beide das Symbol der Infanterie widerspiegeln sollen. Die Rückseite des Vierecks war mit einem schwarzen Blättchen verschlossen. Die Flügelspitzen links und rechts der Spange bestehen aus vier auslaufenden Eichenblättern. Als Vorlage diente möglicherweise die Frontflugspange der Luftwaffe.

## Verleihungsbedingungen
Die Stiftung erfolgte laut Verfügung als sichtbares Zeichen der Anerkennung des mit der blanken Waffe und Nahkampfmitteln Mann gegen Mann kämpfenden Soldaten, zugleich aber auch als Ansporn zur höchsten Pflichterfüllung. Ab dem 1. Dezember 1942 wurden alle Nahkampftage in das Soldbuch eingetragen. Als Nahkampftage galten alle Kampftage, an denen die ausgezeichneten Kämpfer Gelegenheit fanden, das Weiße im Auge des Feindes zu sehen, d. h. mit Nahkampfwaffen mit dem Gegner Mann gegen Mann im Kampf bis zur letzten Entscheidung zu stehen. Bei Soldaten, welche ununterbrochen an der Ostfront gekämpft hatten, konnten die Nahkampftage ab dem 22. Juni 1941 gewertet werden, wobei 15 ununterbrochene Monate als 15 Kampftage, 12 Monate als 10 Tage und 8 Monate als 5 Tage gezählt wurden. Bei Verwundeten, die eine Invalidität erlitten hatten, lag es im Ermessen, die Auszeichnung nach 10, 20 und 40 Nahkampftagen zu verleihen.
Verleihungsbedingungen:
- a) alle Kampftage, an denen die auszuzeichnenden Kämpfer Gelegenheit fanden, „das Weiße im Auge des Feindes“ zu sehen, d. h. mit Nahkampfwaffen mit dem Gegner Mann gegen Mann im Kampf bis zur letzten Entscheidung gestanden zu haben.

- b) Dieses konnte also im Großangriff, beim Spähtruppgang, in der Abwehr, bei einem einzelnen Meldegang, bei einem feindlichen Spähtruppunternehmen usw. gegeben sein.

- c) Der Ort – bei den Gefechtsvorposten, im Vorfeld, in der Hauptkampflinie, in der Artillerie-Feuerstellung, im rückwärtigen Heeresgebiet (z. B. Partisanenkampf, der jedoch ab 4. August 1944 durch Befehl des OKH nicht mehr angerechnet werden durfte, siehe dazu Bandenkampfabzeichen) oder einem Überfall auf einen Lazarettzug oder eine Versorgungskolonne – spielte dabei keine Rolle.

|           |        | Allgemeine Verleihungsbedingungen | Sonderverleihungsbedingungen bei Verwundungen |
| Stufe I   | Bronze | für 15 Nahkampftage               | für 10 Nahkampftage                           |
| Stufe II  | Silber | für 30 Nahkampftage               | für 20 Nahkampftage                           |
| Stufe III | Gold   | für 50 Nahkampftage               | für 40 Nahkampftage                           |
Jeder Soldat, der ungeschützt und zu Fuß in eine der oben genannten Lagen gekommen war und sich hierbei bewährte, erfüllte die Anwartschaft auf die Spange. Zwar war die Definition des Nahkampfes vorgegeben, die Beurteilung und Dokumentierung eines solchen „Nahkampfes“ allerdings wurde der Truppe, d. h. dem kämpfenden Truppenverband an der Front, überlassen. Durch den harten Alltag an der Front kam es oft vor, dass Nahkampflisten unzuverlässig geführt und zu spät aktualisiert wurden, was dazu führte, dass viele Soldaten die ihnen zustehende Nahkampfspange verspätet oder überhaupt nicht erhielten.
Verbunden war mit der Verleihung der Goldenen Nahkampfspange ein Sonderurlaub von 21 Tagen. Nach Verleihung der Goldenen Nahkampfspange erfolgte auf Befehl Hitlers eine einjährige Versetzung an eine Truppenschule, damit diese Soldaten ihre Fronterfahrungen an andere Soldaten weitergeben konnten. Spätestens bei Verleihung der Goldenen Nahkampfspange war zu überprüfen, ob der Beliehene nicht auch gleichzeitig das Deutsche Kreuz in Gold zu erhalten hatte.
Alle Kampftage mussten offiziell von den zuständigen Einheiten dokumentiert, beglaubigt und bestätigt werden, bevor eine Nahkampfspange verliehen werden konnte. Verleihungsbefugnis bestand ab dem Regimentskommandeur aufwärts.
An Gefallene, Verstorbene und tödlich Verunglückte wurde die Nahkampfspange bei Vorliegen der Voraussetzungen nachträglich (posthum) verliehen. Die Spange selbst wurde dann mit der Besitzurkunde den Hinterbliebenen übersandt. In Kriegsgefangenschaft geratene oder vermisste Soldaten verloren den Anspruch auf die Nahkampfspange, auch wenn dieser erfüllt war.
Im weiteren Verlauf des Krieges wurden die Verleihungskriterien mehrfach geändert. So wurden ab dem 4. August 1944 nur noch Einsätze an der Front für die Verleihung der Spange angerechnet werden, während rückwärtige Einsätze gegen Partisanen für das Bandenkampfabzeichen zählten.

## Führen der Nahkampflisten
Der Kompanieführer der jeweiligen Einheit, in der der zu Beleihende seinen Dienst verrichtete, legte in einer sogenannten „Kampfliste“ die Namen der am Tag beteiligten und bewährten Soldaten selber fest. Die Liste wurden üblicherweise durch Unterschrift des Einheitsführers mit Stempel abgeschlossen. Die Nahkampflisten wurden dem jeweiligen Kriegstagebuch der Einheit als Anlage beigefügt und sodann an die übergeordneten Stelle weitergeleitet. Jeder Soldat hatte zudem in seinem Soldbuch bzw. Wehrpass ein Blatt bei sich zu tragen, in dem der anzurechnende Nahkampftag durch den nächsthöheren Vorgesetzten einzutragen und zu bescheinigen war.
Dieser hohe Verwaltungsaufwand führte in der Praxis zu einem heillosen Durcheinander. War die Führung der „Nahkampflisten“ in den Jahren 1942/1943 noch relativ unproblematisch gewesen, verschlechterte sich diese im Spätherbst 1944, insbesondere im Winter 1944/1945 rapide. Dem einzelnen Soldaten an der Front war es des Öfteren gar nicht mehr möglich, seine Listen durch einen vorgesetzten Offizier bestätigen zu lassen. Auf der einen Seite spielte der harte Überlebenskampf des Soldaten im Alltag des Frontgeschehens eine wichtigere Rolle, als das Ausfüllen irgendwelcher Listen, auf der anderen Seite kamen noch andere Faktoren hinzu, wie das Fehlen von Schreibmaschinen, Stempel oder Stempelfarbe an der Front (Bleistift- und Tinteneintragungen wurden oft durch Regen und Schnee verwaschen). Ob die Nahkampflisten noch in den letzten Kriegsmonaten geführt und ergänzt worden sind, ist, abgesehen von wenigen Ausnahmen, nicht mehr feststellbar. So waren viele der geführten Listen lückenhaft oder gingen kriegsbedingt bei den amtlichen Stellen bzw. überhasteten Rückzug der jeweiligen Einheit, verloren.

## Verleihungszahlen
Den hohen Stellenwert der Nahkampfspange unterstreicht die vergleichsweise niedrige Anzahl an Verleihungen bei schätzungsweise 18 bis 20 Millionen Soldaten der Wehrmacht. Von diesen erhielten
- ca. 36.400 diese in Bronze,
- ca. 9.500 in Silber
- mindestens 631 in Gold,

die 2013 namentlich bekannt und anerkannt waren. Die genaue Anzahl der Verleihungen ist unbekannt, da diese durch Frontkommandeure ab Regimentskommandeur erfolgte. Nur die Aushändigung der Nahkampfspange in Gold erfolgte durch Hitler, Himmler oder Guderian. Bis Ende April 1945 waren dem Heerespersonalamt lediglich 403 Träger der höchsten Stufe von Heer, Luftwaffen(feld)verbänden und Waffen-SS gemeldet worden. Beliehene Angehörige der Luftwaffe konnten die Nahkampfspange später in die am 3. November 1944 gestiftete Nahkampfspange der Luftwaffe umtauschen.

## Stufen
Die Nahkampfspange des Heeres wurde in drei Stufen verliehen.
|                   |                   |                 |
| Bronze (1. Stufe) | Silber (2. Stufe) | Gold (3. Stufe) |

Die ersten Verleihungen der Goldenen Nahkampfspange fanden am 27. August 1944 statt. An diesem Tag erhielten 14 Soldaten des Heeres sowie der Waffen-SS die Nahkampfspange in Gold von Hitler persönlich.

## Aushändigung der Nahkampfspange in Gold
Das Oberkommando der Wehrmacht gab am 26. März 1944 bekannt, dass sich Hitler die Aushändigung der Nahkampfspange in Gold persönlich vorbehalten hatte. Die vier ersten Verleihungstermine mit Aushändigungen der Nahkampfspange in Gold erfolgten im August und September 1944 durch Hitler persönlich. Alle späteren Aushändigungen erfolgten durch Heinrich Himmler, in seiner Dienststellung als Befehlshaber des Ersatzheeres, oder Generaloberst Heinz Guderian, in seiner Dienststellung als Chef des Generalstabes des Heeres.

## Tragweise

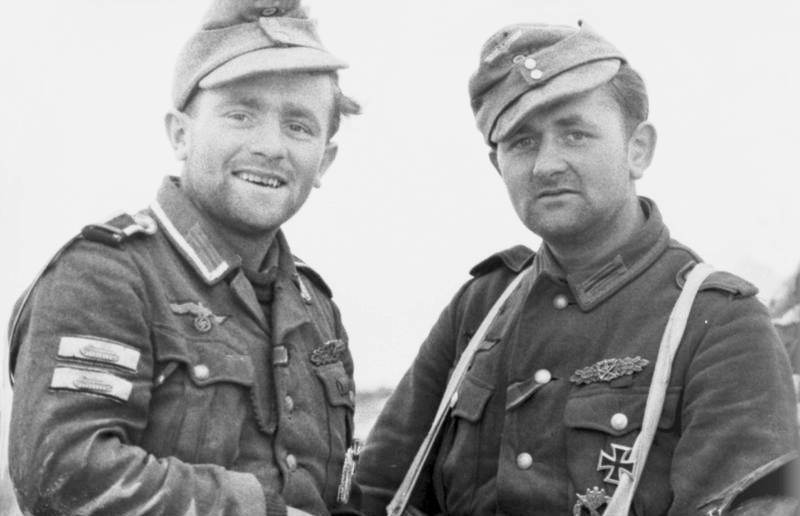
Tragweise der Nahkampfspange

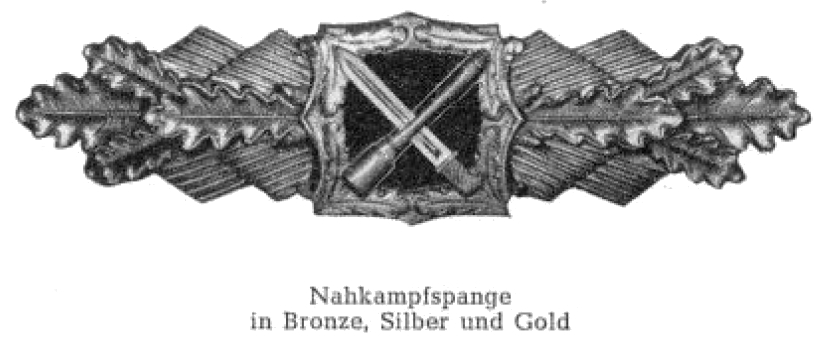
Abbildung der Nahkampfspange in der 57er Version

Die Nahkampfspange des Heeres wurde 1 cm über der Ordensschnalle an der linken Brusttasche über allen anderen Auszeichnungen getragen, um ihren hohen Stellenwert zu unterstreichen. Bei Erwerb einer höheren Stufe, war die vorhergehende Stufe abzulegen, verblieb jedoch im Besitz des Trägers. Eine Ausführung der Nahkampfspange in Stoff (vgl. Stoffausführung Deutsches Kreuz) war beabsichtigt gewesen. Dementsprechende Muster wurden zwar angefertigt, sind aber nie zur Verleihung bzw. Aushändigung gekommen. Die Nahkampfspange konnte zu allen Uniformen der Wehrmacht, zur bürgerlichen Kleidung jedoch in verkleinerter Form, als Nadel oder am Frackkettchen, getragen werden.
Ungeschriebene Etikette bei Empfängen oder Truppenbesuchen vor Ort war, Träger der Nahkampfspange in Gold mit dem Hitlergruß vor allen anderen Anwesenden zu grüßen. Dies galt auch bei der gleichzeitigen Anwesenheit von Trägern des Ritterkreuzes zum Eisernen Kreuz. Damit sollte der bereits erwähnte hohe Stellenwert dieser Auszeichnung weiter unterstrichen werden.

## Sonstiges

Nahkampfspange der Luftwaffe

Ab dem 3. November 1944 erhielten Luftwaffensoldaten teilweise, bei Erfüllung der Bedingungen, die Nahkampfspange der Luftwaffe. Da scheinbar nicht mehr genug Nahkampfspangen der Luftwaffe produziert wurden, kam es auch nach Stiftung der Nahkampfspange der Luftwaffe weiterhin zu Verleihungen der Nahkampfspange an Luftwaffensoldaten.
Laut dem Gesetz über Titel, Orden und Ehrenzeichen vom 26. Juli 1957 ist das Tragen der Auszeichnung in der Bundesrepublik Deutschland nur ohne nationalsozialistisches Emblem gestattet. Daher wurden der Reichsadler (als Insigne des Heeres) und das Hakenkreuz entfernt.

Tätigkeitsabzeichen der GSG 9

Die Nahkampfspange diente als Vorbild für das Tätigkeitsabzeichen der Spezialeinheit GSG 9 der Bundespolizei.